# 夏休みの恋人
『夏休みの恋人』（なつやすみのこいびと）は、2009年8月1日から8月31日までアメーバブログ、YouTubeにて、デイリードラマとして連日配信された配信ドラマ作品。

## 概要
女性目線(Girl's Side)の「夏休みの恋人～フィルムの中の彼と彼～」、男性目線(Boy's Side)の「夏休みの恋人～フィルムの中の彼女～」の2つの物語が同時に配信され、ストーリーは一部交差し、お互いのキャストがゲスト出演しあっている。
主人公はこのドラマを見ている視聴者「あなた」という設定の主観ドラマであり、主人公は一切画面に出て来ず、台詞も発しない。カメラが主人公の目線となり、視聴者がドラマに参加しているような感覚を生み出す。
後に再編集されたものがDVD化され、さらに2011年には、ストーリー上の関連は無いが、続編である春休みの恋人が製作された。
2012年、「Girl's Side」がiPhone、iPod Touch、iPad用恋愛シミュレーションゲームとして9月26日にリリースされた。

## 夏休みの恋人～フィルムの中の彼と彼～(Girl's Side)

### ストーリー
高校二年生の映画研究部員である「あなた」は、部長・坂口（加藤慶祐）に淡い恋心を抱いているが、副部長の龍治（井上正大）からは想いを寄せられていた。ある日、主人公が書いた脚本「胸中花」を夏休みを利用して映画として制作することに。映画を制作していく過程、タイプの違う二人の間で主人公の恋心は揺れ動いていく。

### 出演
- 坂口知之：加藤慶祐
- 金城龍治：井上正大
- 木本リカ：日向千歩
- 清水芽衣：泉亜樹
- 新原皓一：タモト清嵐

## 夏休みの恋人～フィルムの中の彼女～(Boy's Side)

### ストーリー
高校二年生の写真部・部長である「あなた」と部員の幸吉（堀広希）は、部員不足による廃部の危機に悩んでいた。ある日、二人は撮影スポット「誓いの丘」で不思議な少女・成海雫（小池里奈）と出会う。他校の生徒である雫を強引に部員に加え、新生写真部は部の存続をかけて「夏のフォトコンテスト」で入賞することを目標に、「この夏でしか撮れない最高の一枚」を撮ろうと約束する。

### 出演
- 成海雫：小池里奈
- 森くるみ：唐沢もえ
- 楠瀬涼子：江原美優
- 東山幸吉：堀広希

## スタッフ
- 脚本：北川亜矢子、日高勝郎
- 監督：石井かほり、片岡K
- プロデュース：森谷雄（アットムービー） 今泉潤（アットムービー）
- ラインプロデューサー：須永裕之
- 技術プロデューサー：木村祐一郎
- 撮影：下川尚子、宮本亘
- カメラアシスタント（CA）：小山祐輔
- VE：小森広美
- 録音：菊池茉莉、倉知恵
- 装飾：駒津誠二
- 装飾助手：宗直江
- スタイリスト：宮本まさ江、武井広美、寺本尚美
- メイク：谷口あゆみ
- 編集：木村悦子、鳴海誠之
- MA：丹内俊浩、三浦哲生
- タイトル・CG：本田貴雄
- スチール：星野麻美
- メイキング：小山将太郎
- 車輌：岩崎太一
- 助監督：武居正能、堀之内昭彦
- 制作担当：佐野優
- 制作応援：木村和弘
- アシスタントプロデューサー：高橋雄三
- 協力：アップサイド、サウンドライズ、京映アーツ、ワード・ローブ、styleSTYLE、アクティブ・シネ・クラブ、MTO
- 衣裳協力：
- 撮影協力：小山町フィルムコミッション、小山町観光協会、小山町商工会、NPOまち再生ネットふじおやまロケーション御殿場、BEAVERTON HOUSE 二岡神社
- 制作：アットムービー・クリエイティヴ
- 製作：アットムービー

## その他
- Boy's Sideに登場する「誓いの丘」は実在の公園で、富士山を望む撮影スポットとして知られる。劇中にも登場する「誓いの鐘」や「新田次郎の文学碑」がある。
- 配信終了後の9月5日、イベント「夏休みの恋人～その後の彼女と彼ら～」が開催され、劇中で制作された映画「胸中花」の上映と、配信ドラマのその後のストーリーが舞台上で展開された（DVDに収録）。
- 同年12月24日、ディナーショー・イベント「夏休みの恋人 クリスマス・イヴ☆プレミアパーティー」が開催され、「夏休みの恋人～その後の彼女と彼ら～」のさらにその後のストーリーが舞台上で展開された。クリスマス・イヴ、主人公は坂口に食事に誘われ、告白されるが、そこに龍二が乱入して...という内容。優柔不断な主人公を中心にあいかわらずの三角関係が続いているようである。（DVDには未収録）。